# Артан Груби
Артан Груби (на албански: Artan Grubi; на македонска литературна норма: Артан Груби) е политик от Северна Македония, първи заместник министър-председател, отговарящ за политическата система и връзките между общностите.

## Биография
Роден е на 7 юни 1977 година в Скопие. Завършва основно и средно образование в родния си град. След това учи в Правния факултет на Скопския университет, където се дипломира като новинар. След това се записва да учи медии и комуникации и защитава тема „Ролята на новите медии в обществата в преход“. След това се записва за докторант във Факултетът по социално-политически науки на Държавния университет в Тирана. Там предстои да защити дисертация на тема „Ролята на медиите в гражданското участие в политическо-обществените промени“. От 1999 г. работи в различни неправителствени организации като мениджър на проекти за програми за храни и заселване на бежанци. Между 2000 и декември 2004 година работи в Канцеларията на прокурора в Косово, Северна Македония, Сърбия, Черна гора към Хагския трибунал. В периода януари 2005 – март 2008 година е политически асистент в Кабинетът за политически съветници на НАТО. Между март 2008 и март 2011 година е политически съветник в посолството на Кралство Холандия в Скопие. През май 2013 година става асистент във Факултета по журналистика на Тетовския университет. Преподава по теория на комуникацията, медиите и конфликтите, междуличностна комуникация и връзки с обществеността. Два пъти депутат в Събранието на Република Македония (април 2014 – декември 2016; 2016 – август 2020) член на комисиите за външни въпроси, политическата система и отношенията между общностите, по въпросите на дейността и мандатно-имунитетни права. При втория си мандат е председател на Комисията за европейски въпроси и на групата за сътрудничество със САЩ. Член е на комисиите за връзки между общностите, Националния съвет за евроинтеграция, комисията за изборни въпроси и подпредседател на делегацията на Събранието в Парламентарния комитет за стабилизация и асоциация.
Груби е сред основателите на гражданското движение „Разбуди се!“ и негов председател от май 2006 до май 2011 година. От май 2011 година е началник на кабитета на председателя на Демократичния съюз за интеграция. От 2019 година е организационен секретар на партията, член на генералния ѝ съвет и председателството.
На 30 август 2020 година е избран за първи заместник министър-председател, отговарящ за политическата система и връзките между общностите.